# Margrethia obtusirostra
Margrethia obtusirostra is een straalvinnige vissensoort uit de familie van de borstelmondvissen (Gonostomatidae). De wetenschappelijke naam van de soort is voor het eerst geldig gepubliceerd in 1919 door Jespersen & Tåning.